# Dobryniwci
Dobryniwci (ukr. Добринівці) – wieś na Ukrainie, w obwodzie czerniowieckim, w rejonie czerniowieckim, w hromadzie Jurkiwci. Liczy 1520 mieszkańców, spośród których 1518 wskazało jako ojczysty język ukraiński.